# Duluth (Georgia)
Duluth [dəˈluːθ] ist eine Stadt im Gwinnett County im US-Bundesstaat Georgia mit 31.873 Einwohnern (Stand: Volkszählung 2020).

## Geographie
Die Stadt grenzt direkt an die Städte Berkeley Lake (Südwesten) und Johns Creek (Nordwesten, Fulton County). Sie liegt rund 10 Kilometer westlich von Lawrenceville sowie etwa 30 Kilometer nordöstlich von Atlanta am Ostufer des Chattahoochee River.

## Geschichte
Ihren Namen trägt die Stadt erst seit 1871. Damals wurde die ursprünglich Howell Crossing genannte Stadt, nach der Stadt Duluth in Minnesota umbenannt. Dieser Name geht zurück auf Daniel Greysolon, Sieur du Lhut (1636–1710), einen französischen Kapitän. Vermutlich war er einer der ersten europäischen Entdecker dieser Gegend in Minnesota.

## Demographische Daten
Laut der Volkszählung von 2010 verteilten sich die damaligen 26.600 Einwohner auf 10.555 bewohnte Haushalte, was einen Schnitt von 2,52 Personen pro Haushalt ergibt. Insgesamt bestehen 11.313 Haushalte.
65,1 % der Haushalte waren Familienhaushalte (bestehend aus verheirateten Paaren mit oder ohne Nachkommen bzw. einem Elternteil mit Nachkomme) mit einer durchschnittlichen Größe von 3,10 Personen. In 36,3 % aller Haushalte lebten Kinder unter 18 Jahren sowie in 14,3 % aller Haushalte Personen mit mindestens 65 Jahren.
26,4 % der Bevölkerung waren jünger als 20 Jahre, 31,9 % waren 20 bis 39 Jahre alt, 30,0 % waren 40 bis 59 Jahre alt und 11,8 % waren mindestens 60 Jahre alt. Das mittlere Alter betrug 35 Jahre. 47,8 % der Bevölkerung waren männlich und 52,2 % weiblich.
48,7 % der Bevölkerung bezeichneten sich als Weiße, 20,2 % als Afroamerikaner, 0,4 % als Indianer und 22,3 % als Asian Americans. 5,3 % gaben die Angehörigkeit zu einer anderen Ethnie und 3,1 % zu mehreren Ethnien an. 14,0 % der Bevölkerung bestand aus Hispanics oder Latinos.
Das durchschnittliche Jahreseinkommen pro Haushalt lag bei 61.472 USD, dabei lebten 12,2 % der Bevölkerung unter der Armutsgrenze.

## Sehenswürdigkeiten
1999 wurde Präsident Warren G. Hardings persönlicher Pullmanwagen „The Superb“ in das National Register of Historic Places eingetragen.
Das Southeastern Railway Museum wurde 1970 von der National Railway Historical Society eröffnet.

## Sport
- Georgia Force und Atlanta Steam (Arena Football)
- Atlanta Gladiators (Eishockey – ECHL)

## Wirtschaft
Duluth ist Hauptsitz des Landmaschinenherstellers AGCO sowie des Kontaktlinsenherstellers Ciba Vision. Zudem hat die IT-Firma Barco ihren US-Standort in Duluth. Die Infinite Energy Arena ist eine Multifunktionsarena, die Teil des Infinite Energy Center ist, welches zudem unter anderem ein Kultur- und ein Kongresszentrum umfasst.

## Verkehr
Duluth wird vom U.S. Highway 23 sowie von der Georgia State Route 120 durchquert. Der nächste Flughafen ist der Flughafen Atlanta (rund 50 km südwestlich).

## Kriminalität
Die Kriminalitätsrate lag im Jahr 2010 mit 171 Punkten (US-Durchschnitt: 266 Punkte) im niedrigen Bereich. Es gab einen Mord, drei Vergewaltigungen, 15 Raubüberfälle, 23 Körperverletzungen, 140 Einbrüche, 469 Diebstähle und 34 Autodiebstähle.

## Söhne und Töchter der Stadt
- Amber Holt (* 1985), Basketballspielerin